# Listonosz zawsze dzwoni dwa razy (powieść)
Listonosz zawsze dzwoni dwa razy (ang. The Postman Always Rings Twice) – powieść kryminalna Jamesa Mallahana Caina z 1934 roku. 

## Treść
Młoda kobieta, Cora Papadakis (z domu Smith), jest pełna obrzydzenia do swojego starszego męża, Nicka Papadakisa, właściciela podupadającego przydrożnego baru. Wdaje się w romans z przygodnym włóczęgą, Frankiem Chambersem i wraz z nim morduje męża. 
Narratorem utworu jest włóczęga i morderca Frank Chambers. Z jego perspektywy widzimy całe to zdarzenie.  
Powieść jest znakomitym studium psychologicznym ludzkiej namiętności, a także obrazem Ameryki czasu kryzysu lat 30. XX w.
Akcja powieści toczy się w stanie Kalifornia.

## Ekranizacje
- Opętanie – włoski film z 1943 roku w reżyserii Luchino Viscontiego
- Listonosz zawsze dzwoni dwa razy – amerykański film z 1946 w reżyserii Taya Garnetta
- Listonosz zawsze dzwoni dwa razy – amerykański film z 1981 w reżyserii Boba Rafelsona